# Opius ferentarius
Opius ferentarius är en stekelart som beskrevs av Fischer 1969. Opius ferentarius ingår i släktet Opius och familjen bracksteklar. Inga underarter finns listade i Catalogue of Life.